# Kalabrija
Kalabrija, bivši Brutium, je regija u južnoj Italiji, koja obuhvaća "vrh" talijanske "čizme", južno od Napulja. Na sjeveru graniči s regijom Basilicata, na zapadu joj je Tirensko more, a na istoku Jonsko more. Između regije Kalabrija i Sicilije je Mesinski tjesnac. Površina regije je 15.080 km², a ima oko 2,05 milijuna stanovnika.

## Pokrajine
Regija je podijeljena u pet pokrajina: Catanzaro, Cosenza, Crotone, Reggio Calabria i Vibo Valentia

## Transport

### Aerodromi
- Aeroporto di Crotone-Sant'Anna (CRV)
- Aeroporto di Lamezia-Sant'Eufemia (SUF)
- Aeroporto dello Stretto (REG)

### Morske luke
- Crotone
- Gioia Tauro (u Reggio Calabria)
- Reggio Calabria
- Vibo Valentia
- Villa San Giovanni (u Reggio Calabria)

## Turističke lokacije
- Tropea, na obali Tirenskog mora, poznat po crvenom luku, koji se uglavnom uzgaja u mjestu Ricadi.
- Siderno, na obali Jonskog mora
- Gerace, pored mjesta Locri, srednjovjekovni grad, s normanskim dvorcem, starom katedralom itd.
- Stilo, dom Tommasa Campanelle, s normanskim dvorcem i bizantinskom crkvom (Cattolica)

### Vanjske turističke poveznice
- ItalianVIsits.Com

## Sveučilišta
- Università della Calabria, Rende.
- Università degli Studi Magna Grecia di Catanzaro, Catanzaro.
- Università degli Studi Mediterranea di Reggio Calabria, Reggio Calabria.

## Najpoznatiji nogometni timovi
- Reggina iz Reggio di Calabria, igra u prvoj talijanskoj ligi (Serie A).
- Crotone, Serie B.
- Catanzaro, Serie C1.

## Povijest
Kalabriju su prva naselila italska plemena koja su govorila oskičkim jezikom. Među njima su bili i Entori. Prema Italima je kasnije nazvan čitav poluotok. U vremenu Velike Grčke u Kalabriji nastaju brojne i utjecajne grčke kolonije, koje tijekom 3. st. pr. Kr. postupne prelaze pod vlast Rima. Tijekom 3. st. pr. Kr. osečka plemena među kojima i Bruti privremeno osvajaju neke grčke kolonije te osnivaju vlastite gradove, uključujući i glavni grad Cosenza (Cosentia).